# Psychotria liesneri
Psychotria liesneri är en måreväxtart som beskrevs av John Duncan Dwyer. Psychotria liesneri ingår i släktet Psychotria och familjen måreväxter. Inga underarter finns listade i Catalogue of Life.